# Biscoitos

Karte der Insel Terceira, mit Biscoitos rot markiert

Biscoitos ist eine portugiesische Gemeinde (Freguesia) im Kreis Praia da Vitória der Azoren-Insel Terceira. Sie hat eine Fläche von 27,1 km² und 1449 Einwohner (Stand 19. April 2021), das entspricht einer Bevölkerungsdichte von 53,56 Einwohnern pro km².
Der Name des Ortes leitet sich von der häufig vorkommenden Schicht-Lava ab, die wie in aufeinander geschichteten Biskuits erstarrt ist.
Im Ort befinden sich das Weinmuseum Museu do Vinho dos Biscoitos und die Reste der Befestigungsanlage Forte de São Pedro aus dem 16. Jahrhundert.

## Galerie

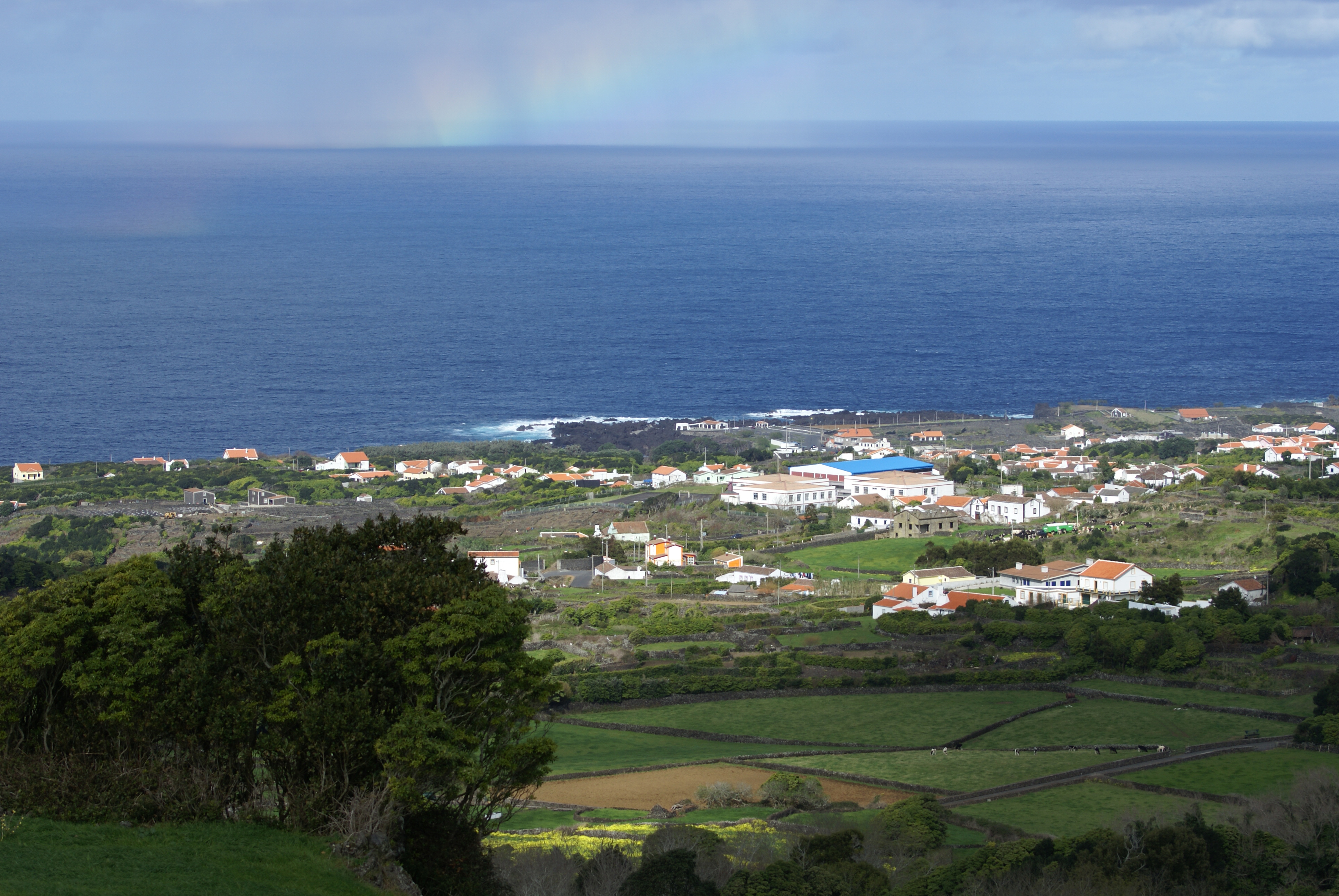
Blick über den Ort
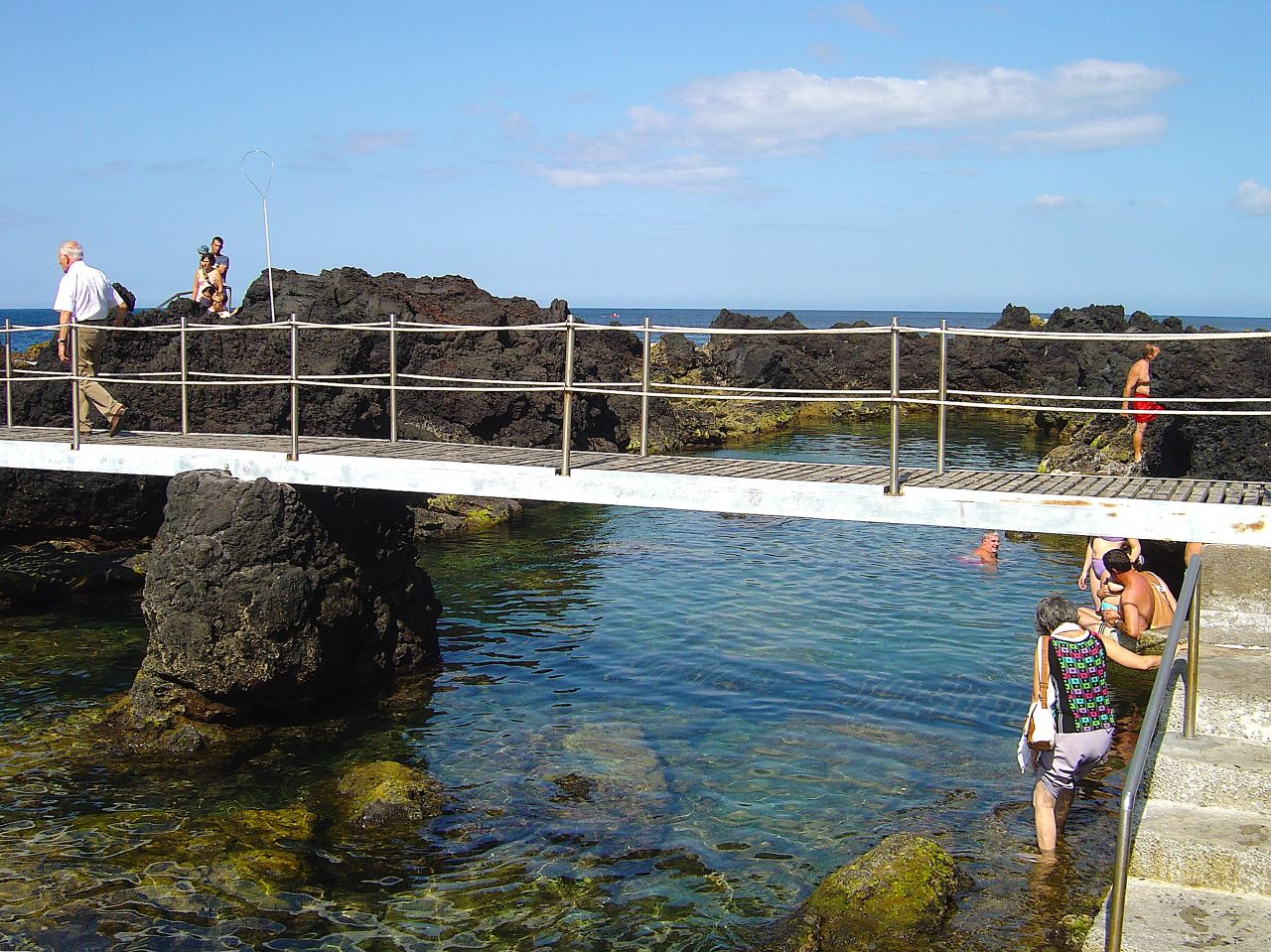
Naturschwimmbecken
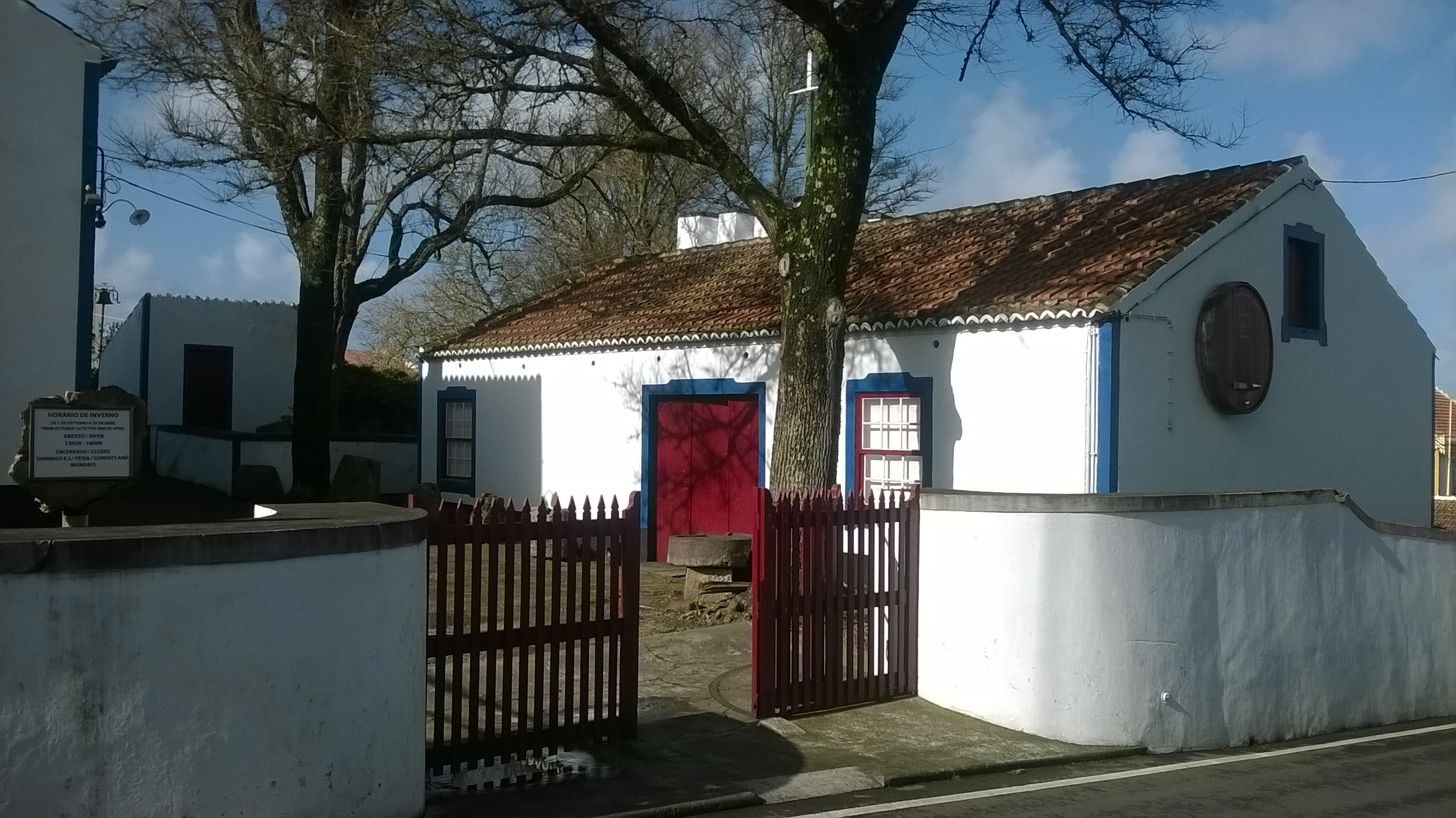
Weinmuseum
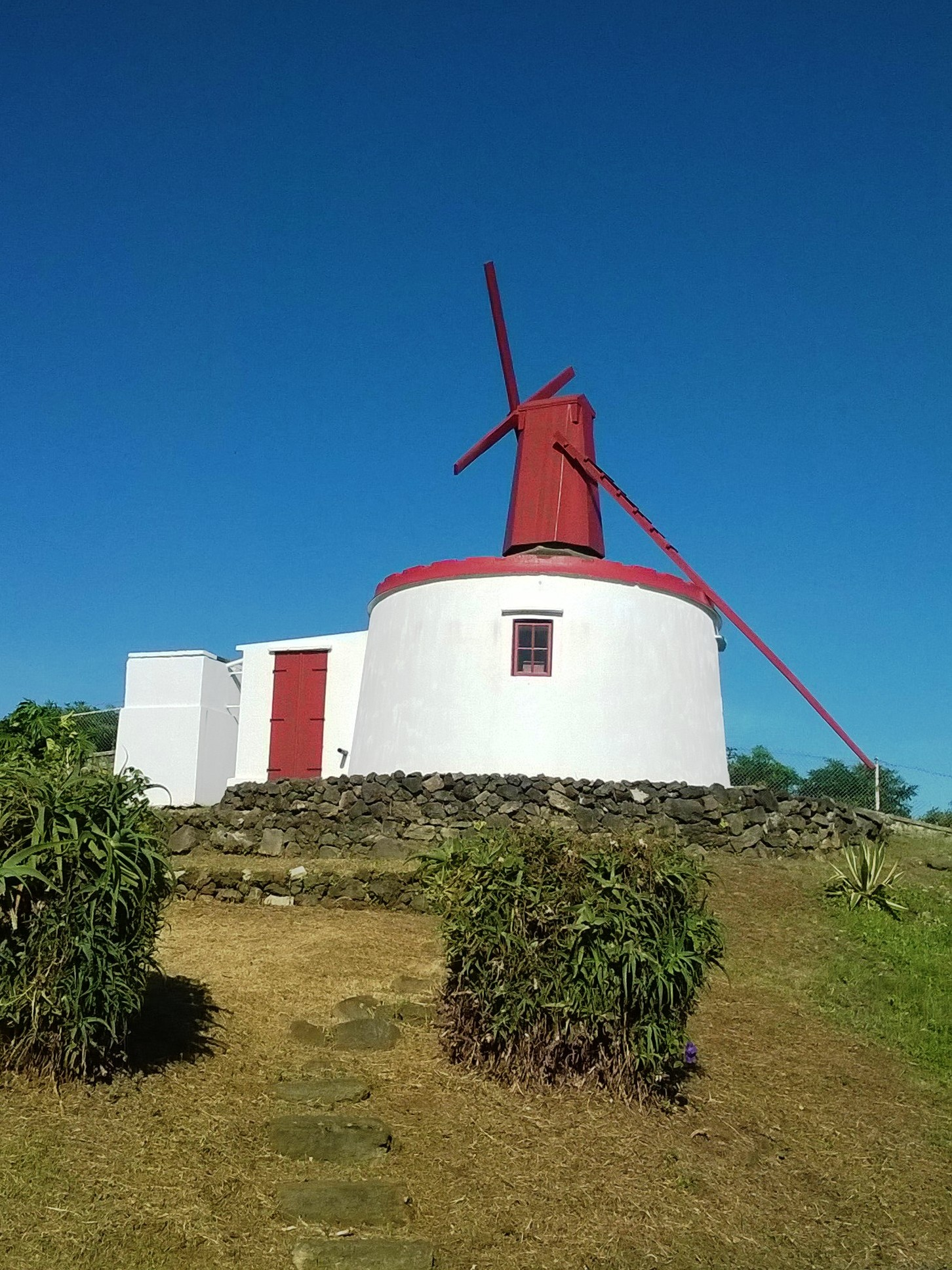
Windmühle
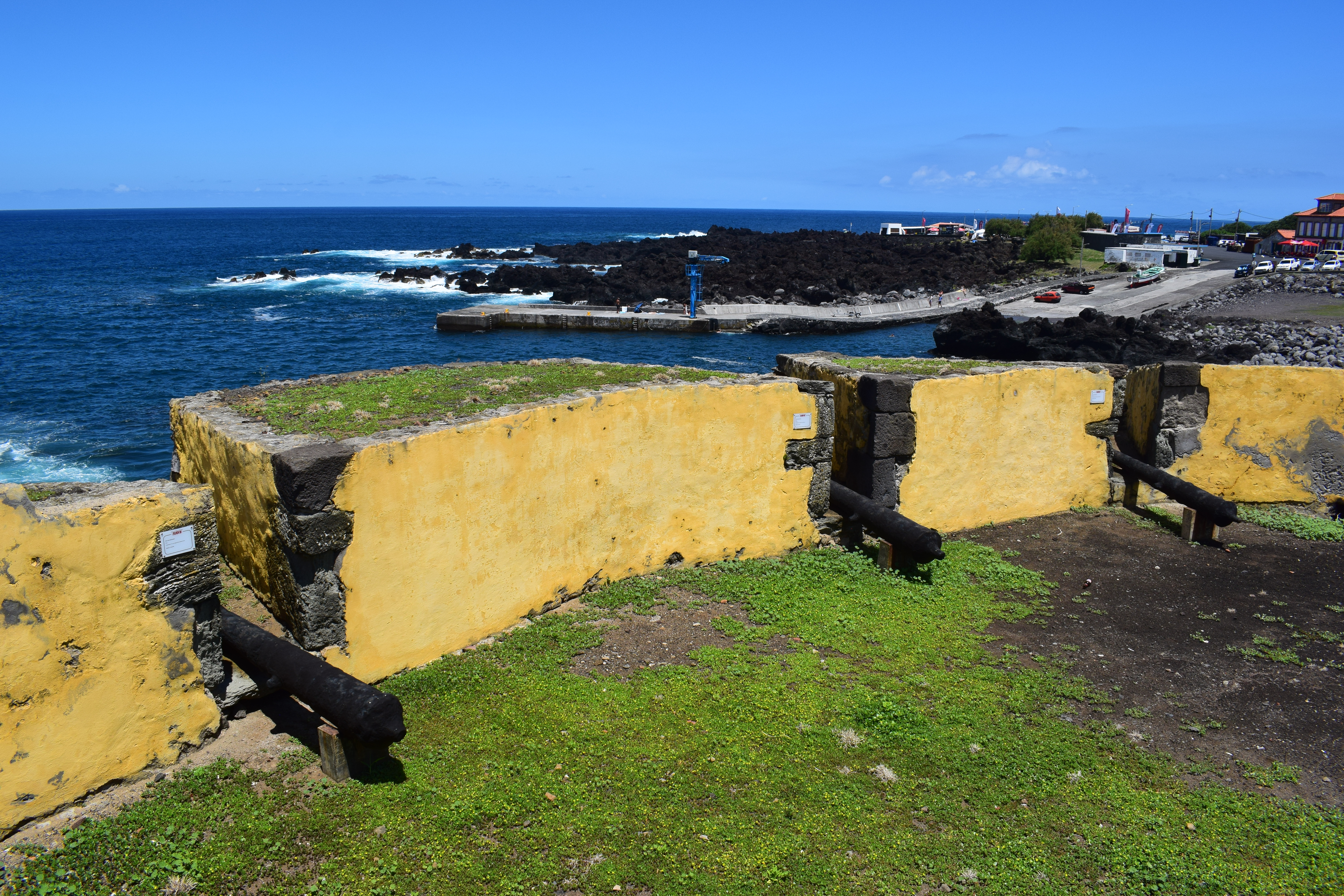
Forte de São Pedro
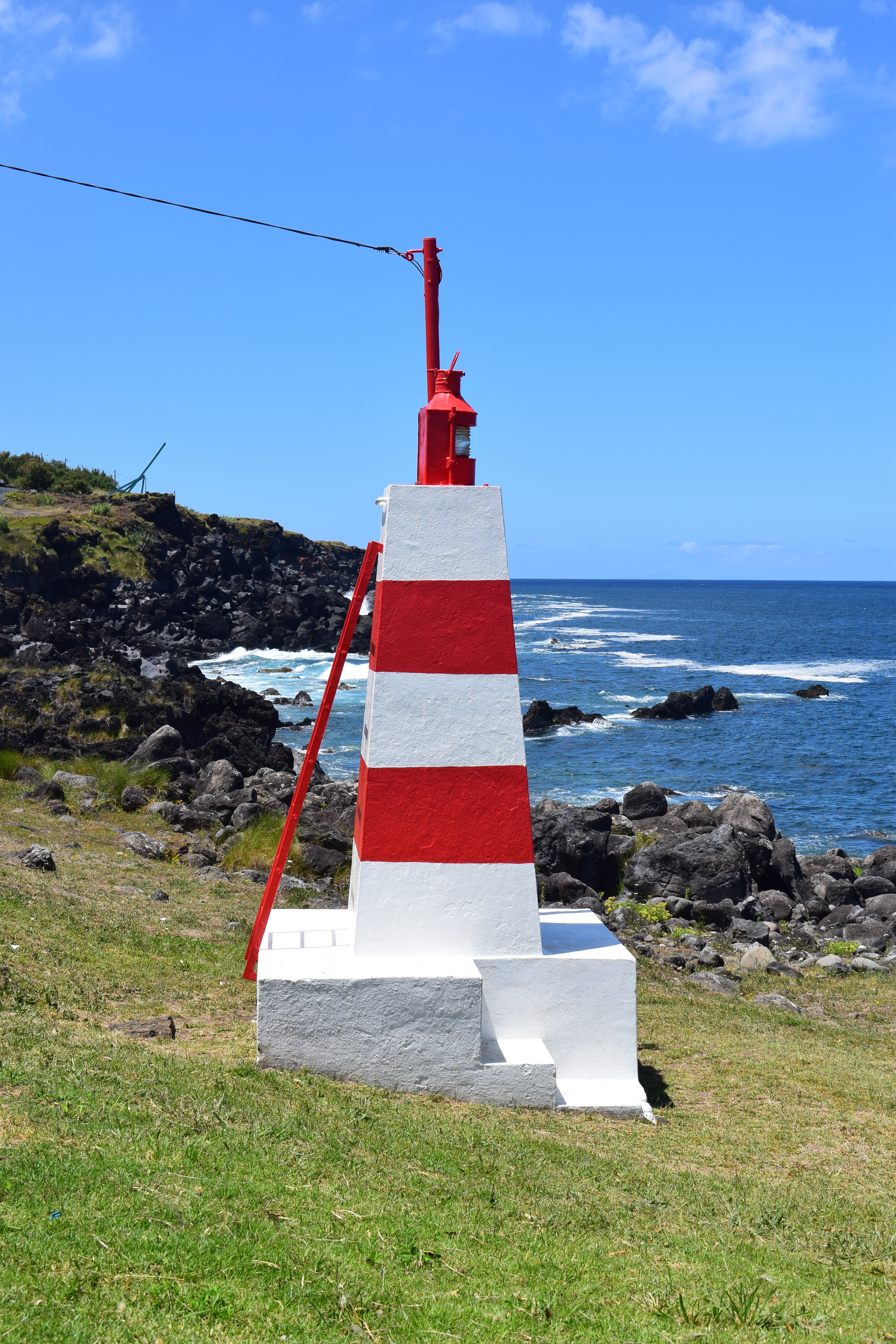
Leuchtfeuer am Hafen Porto dos Biscoitos